# Gregarinen
Gregarinen bzw. Gregarinasina sind eine Untergruppe der Apicomplexa.
Sie sind endoparasitär lebende Protozoen und leben im Darm oder anderen Körperhöhlen verschiedener wirbelloser Wirte. Sie kommen sowohl terrestrisch, zum Beispiel in vielen Käferarten, als auch marin und limnisch in anderen Arthropoden oder Manteltieren vor.

## Anatomie
Gregarinen sind in zwei Abschnitte, den kleineren Protomeriten und den größeren Deutomeriten, unterteilt. Dazwischen liegt eine im Lichtmikroskop erkennbare, quer gespannte Scheidewand (Septum). Im Deutomerit, dem Hauptabschnitt der Gregarinen, liegt der Zellkern. Manche Arten besitzen in ihrem Jungstadium einen zusätzlichen Abschnitt an ihrem Protomeriten, der als Epimerit bezeichnet wird und mit dem sie sich an Oberflächen, zum Beispiel im Darm ihres Wirtes, festheften können.
Anders als andere Einzeller verfügen sie weder über einen Zellmund oder einen Zellafter, noch über Nahrungsvakuolen oder kontraktile Vakuolen. Stattdessen sind Mikroporen, Mikrocytostome genannt, am Grund der faltigen Oberfläche vorhanden, mit denen sie lebensnotwendige Nährstoffe aufnehmen können. Die durch die parallelen Erhebungen längsgestreifte Oberfläche besteht aus drei Membranen, die gemeinsam als Pellicula bezeichnet werden und die die Außenschicht darstellen. Nach innen schließt sich das Ektoplasma (äußeres Cytoplasma) an, das zahlreiche Mikrofilamente und Mikrotubuli enthält. Im Endoplasma (inneres Cytoplasma) sind Reservestoffe wie Fette und Eiweiße sowie Amylopektin eingelagert.
Die Gregarinen weisen eine starke Größenvarianz auf und können von wenigen Mikrometern bis maximal 15 Millimeter groß werden. Für Protozoen ist letzteres ungewöhnlich groß.

## Fortbewegung
Die Fortbewegung der Gregarinen erscheint gleichmäßig und erfolgt durch Mikrofilamente und Mikrotubuli im Ektoplasma innerhalb der Pellicula. Die Oberfläche der Gregarinen scheint sich hierbei nicht zu verändern.

## Fortpflanzung und Entwicklung

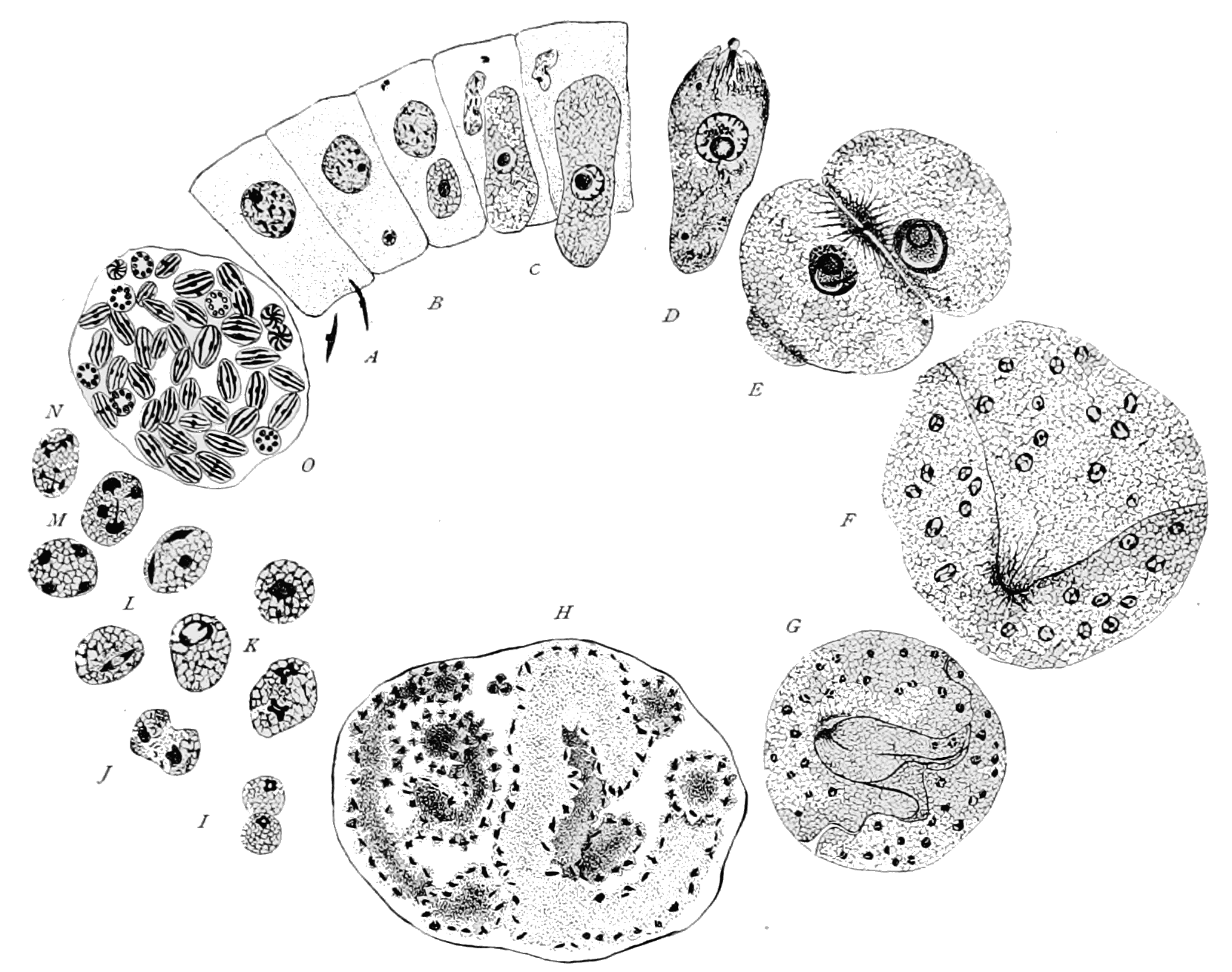
Lebenszyklus einer Gregarine. Illustration von 1901. Details dort.

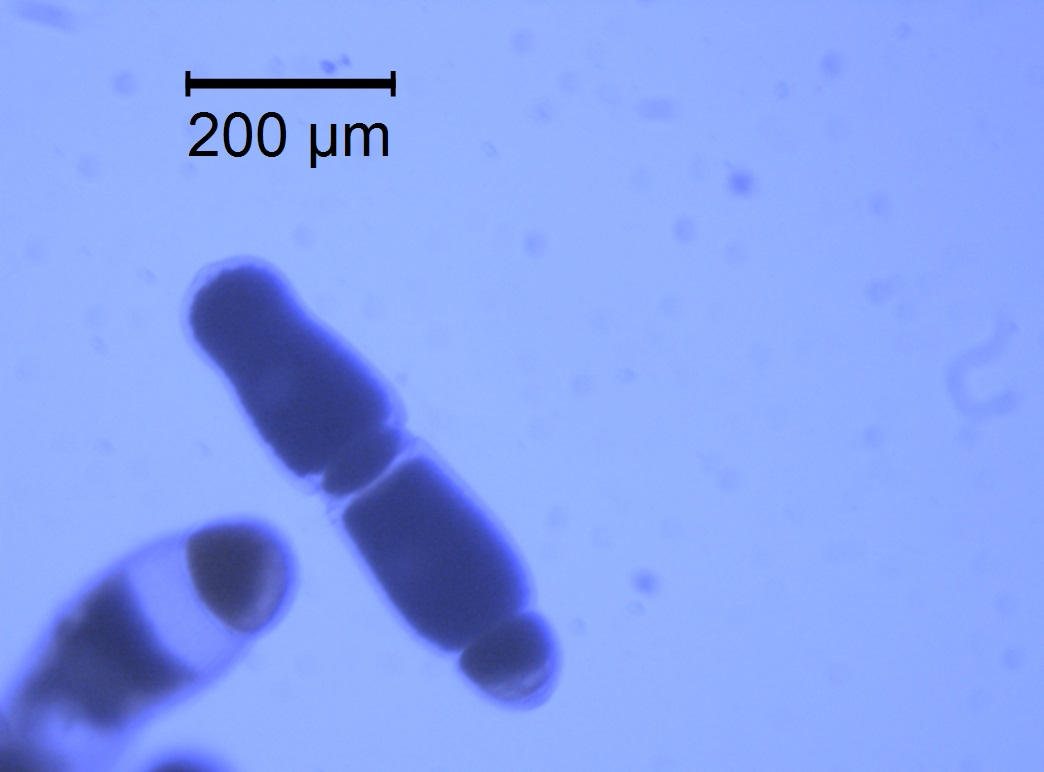
Zwei Trophozoiten von Gregarina garnhami, die sich zu einem Gamont zusammenschließen

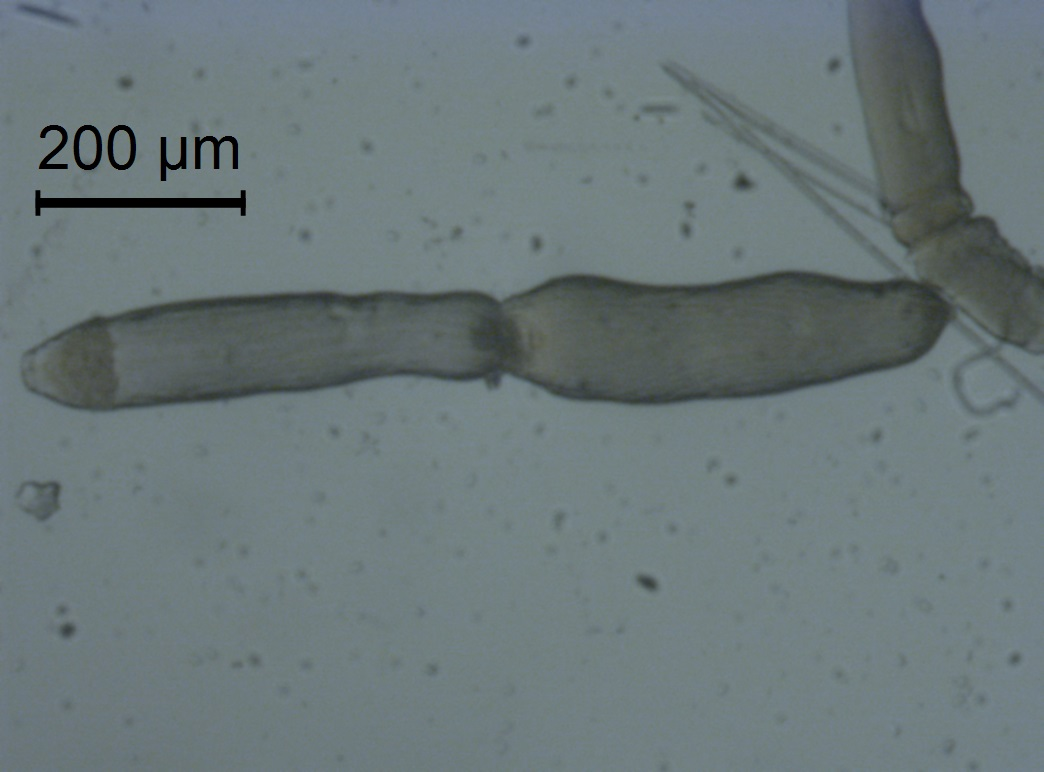
Zwei Trophozoiten von Gregarina garnhami beginnen sich zu paaren und einen Gamont zu bilden

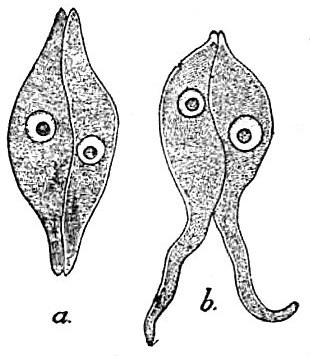
Verbund zweier Zellen von Gonospora sparsa. Illustration von 1911.

Gregarinen zeigen einen Wechsel von ungeschlechtlicher Vermehrung und geschlechtlicher Fortpflanzung. Letztere beginnt mit der Gamontogamie, bei der sich zwei einzellige Individuen verschiedenen Geschlechts (Gamonten) aneinanderheften (Syzygie). Die weiblichen und männlichen Gregarinen unterschieden sich morphologisch und farblich. Die eine Gregarine hängt sich mit dem Vorderende an das Hinterende der anderen, und beide umgeben sich mit einer gemeinsamen Cyste und werden ab jetzt als Gamontencyste bezeichnet. In der Cyste finden in beiden Gamonten Kernteilungen (Mitosen) statt, und schließlich gehen aus jedem Gamonten eine Anzahl von Gameten (Geschlechtszellen) hervor. Die Gameten sind der weiterlebende Bestandteil innerhalb der Cyste; der verbleibende Plasmakomplex (Restkörper) der Gamonten hat keine Funktion mehr und stirbt ab. Die Gameten, die nun die Cyste verlassen, können alle gleich aussehen (Isogameten) oder je nach Geschlecht verschieden (Anisogameten).
Erst jetzt verschmelzen Gameten verschiedenen Geschlechts paarweise zu diploiden Zygoten. Diese können entweder zu Sporen werden oder eine weitere Entwicklung zur Sporocyste durchmachen. In letzterem Fall gehen aus der diploiden Zygote acht haploide Sporozoiten hervor (Sporogonie), bei der sich der Inhalt in acht Sporozoiten teilt. In dieser Form, als Spore oder innerhalb der Sporocysten, verlassen die Parasiten den Wirt, um außerhalb von einem neuen Wirtstier, zum Beispiel mit der Nahrung, aufgenommen zu werden. Gelangen die Parasiten in einen neuen Wirt, verlassen sie die Sporocyste und wachsen vom Trophozoit (vegetative Form) weiter zum Gamonten (generative Form). Mit dem Eintritt in die Gamontenphase beginnt eine neue Gamontogamie, und der Fortpflanzungszyklus ist abgeschlossen.
In juveniler Form können Gregarinen intrazellulär (innerhalb der Zellen ihrer Wirte) leben; ab einer bestimmten Größe leben sie nur noch extrazellulär im Darm oder in anderen Leibeshöhlen des Wirts.

## Systematik
Die Gruppe (Unterklasse) wurde 1828 (als „Gregarines“) durch den französischen Naturforscher Léon Dufour im Darm von ihm untersuchter Insekten entdeckt und erstbeschrieben. Als Parasiten von Wirbellosen sind die meisten Gregarinen für den Menschen bedeutungslos und daher sehr schlecht erforscht.
Die Gregarinen werden in (mindestens) vier Untergruppen mit zahlreichen Gattungen und rund 1800 beschriebenen Arten unterteilt. Es wird aber vermutet, dass ein Vielfaches dieser Zahl noch unbeschrieben ist.
Die hier wiedergegebene Taxonomie folgt der des National Center for Biotechnology Information (NCBI), ein hochgestelltes (T) verweist auf das Taxonomicon.
Gregarinasina Dufour, 1828 [Gregarinia] (Gregarinen)
- Archigregarinorida Grasse, 1953
  - Merogregarinidae Porter, 1908(T)
    - Meroselenidium
    - Merogregarina

  - Selenidiidae Brasil, 1907
    -  ?Digyalum[4]
    -  ?Filipodium[4]
    - Selenidium
    - Selenocystis(T)
    -  ?Platyproteum[4]

  - ohne Familienzuweisung
    - Devanium
    - Lunidium
    - Metzidium

- Arthrogregarida Cavalier-Smith, 2014(T)
  - Syncystidae Schneider, 1886
    - Steinina
    - Syncystis

- ?Cryptogregarida Cavalier-Smith, 2014 [Cryptogregarinorida] (Cryptogregarinen)(T)[5]
  - Cryptosporidiidae Léger, 1911
    - Cryptosporidium (bzw. zu Coccidia: Eucoccidiorida: Eimeriorina)

- Eugregarinorida Léger, 1900 [Eugregarinida]
  - Stenophoricae Levine, 1984 [Stenophoroidea]
    - Sphaerocystidae Chakravarty, 1960: Paraschneideria
    - Stenophoridae Léger & Duboscq, 1904: Stenophora

  - Actinocephalidae Léger, 1892
    - Actinocephalinae Léger, 1892(T) (Actinocephalus, Asterophora, Geneiorhynchus, Pileocephalus(T), Pyxinia, Thalicola(T), …)
    - Acanthosporinae Léger, 1892(T) (Acanthospora, Prismatospora, …)
    - Menosporinae Léger, 1892(T) (Hoplorhynchus)
    - ohne Unterfamilienzuordnung (Neoasterophora(T))

  - Cephaloidophoridae Kamm, 1922
    - Cephaloidophora

  - Enterocystidae Codreanu, 1940
    - Enterocystis

  - Ganymedidae Huxley, 1910
    - Ganymedes

  - Gregarinidae Labbe, 1899
    - Acanthosporinae Léger, 1892 (Coronoepimeritus, Quadruspinospora)
    - Amoebogregarina
    - Autofluoreszenz-Aufnahmen von Gregarina garnhami während verschiedener LebensstadienGregarina
    - Caliculium(T)

  - Hirmocystidae Grassé, 1953
    - Hirmocystis(T)
    - Protomagalhaensia

  - Lecudinidae Kamm, 1922
    - Ancora
    - Ascogregarina
    - Difficilina(T)
    - Diplauxis(T)
    - Hentschelia(T)

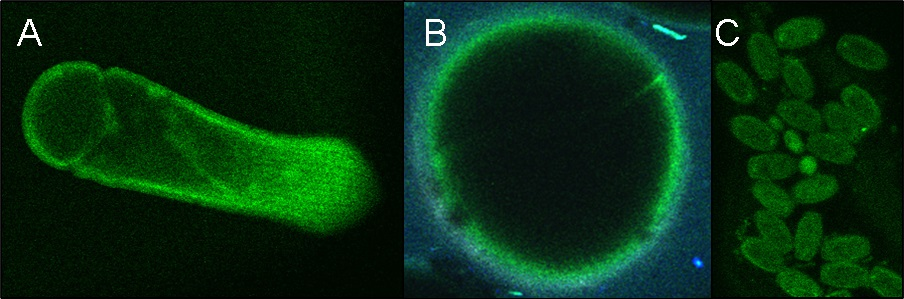
Autofluoreszenz-Aufnahmen von Gregarina garnhami während verschiedener Lebensstadien

    - Trophozoit von Lankesteria cystodytaeLankesteria
    - Lecudina
    - Loxomorpha
    - Monocystella(T)
    - Paralecudina
    - Polyrhabdina
    - Psychodiella
    - Sphinctocystis
    - Sycia(T)
    - Trichotokara
    - Trollidium
    - Zygosoma(T)

  - Leidyanidae Kudo, 1954
    - Blabericola
    - Leidyana

  - Monocystidae Butschli, 1882
    - Apolocystis
    - Monocystis
    - Nematocystis(T)
    - Rhabdocystis(T)
    - Stomatocystis

  - Porosporidae Labbe, 1899
    - Nematopsis(T)
    - Porospora
    - Thiriotia

  - Siedleckiidae Chatton & Villeneuve, 1936
    - Chattonaria
    - Siedleckia

  - Stylocephalidae Ellis, 1912
    - Atacamagregarina
    - Colepismatophila
    - Cystocephalus(T)
    - Sphaerorhynchus(T)
    - Stylocephalus
    - Xiphocephalus

  - Uradiophoridae Grasse, 1953
    - Heliospora
    - Pyxinioides(T)
    - Uradiophora(T)

  - ohne Familienzuweisung
    - Polyplicarium
    - Pseudomonocystis
    - Veloxidium

- Neogregarinorida Grassé, 1953
  - Caulleryellidae Keilin, 1914(T)
    - Caulleryella
    - Tipulocystis

  - Gigaductidae Filipponi, 1948(T)
    - Gigaductus

  - Lipotrophidae Grassé, 1953
    - Coelogregarina(T)
    - Farinocystis(T)
    - Lipocystis(T)
    - Lipotropha(T)
    - Mattesia
    - Menzbieria(T)

  - Ophryocystidae Léger & Duboscq, 1908
    - Aranciocystis(T)
    - Apicystis
    - Ophryocystis

  - Schizocystidae Léger & Duboscq, 1908(T)
    - Lymphotropha
    - Machadoella
    - Schizocystis

  - Syncystidae Schneider, 1886
    - Syncystis

- Velocida Cavalier-Smith, 2014(T)
  - Familie Urosporidae Léger, 1892
    - Gonospora
    - Lithocystis
    - Pterospora
    - Urospora

- Incertae sedis
  - Cystobia

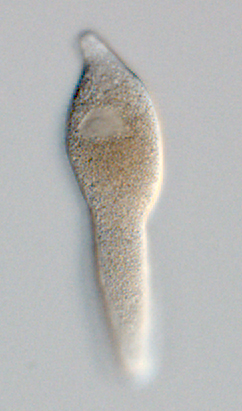
Trophozoit von Lankesteria cystodytae

  - Phyllochaetopterus (Klasse Polychaeta?)

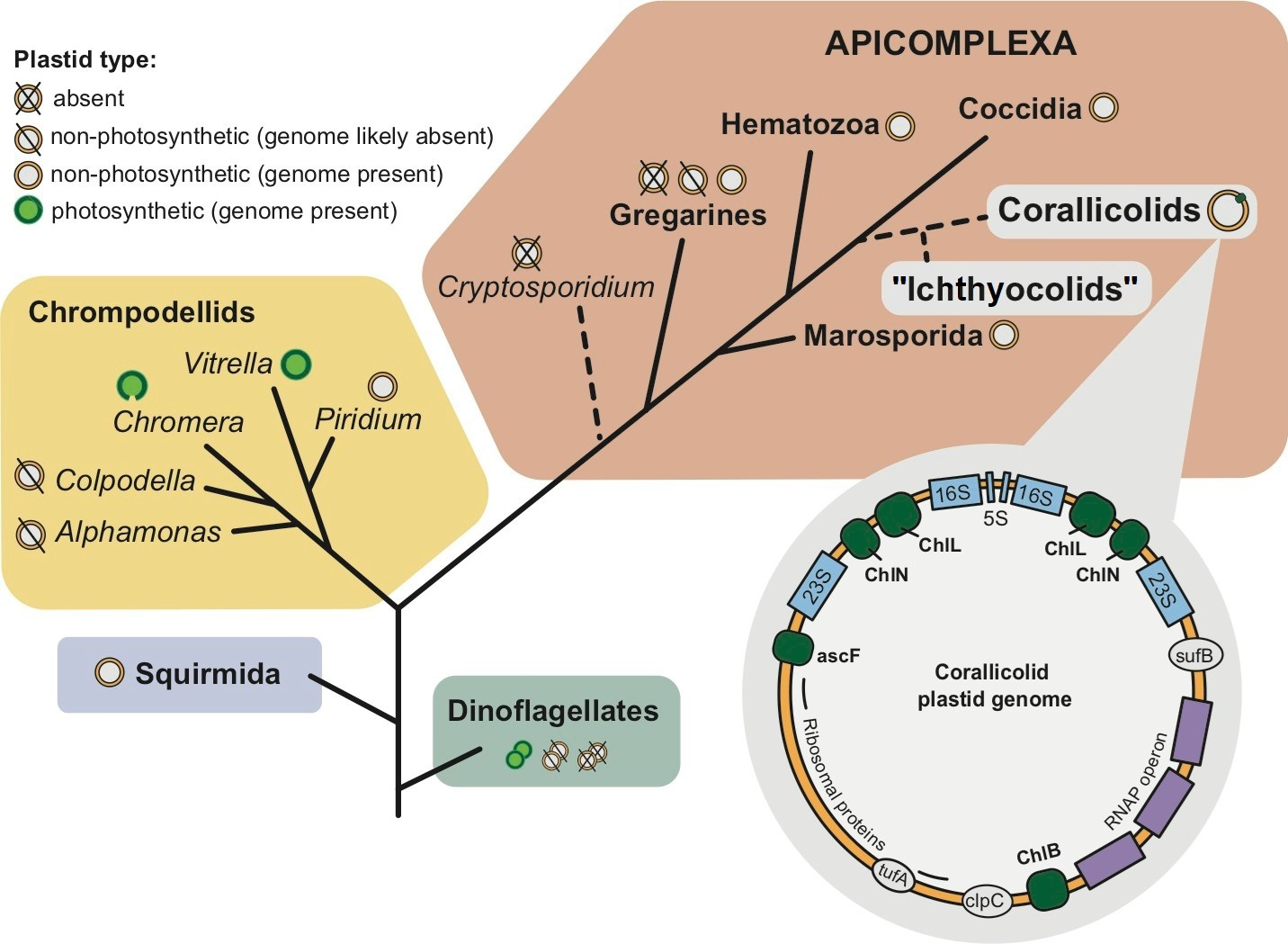
Mögliche Phylogenie der Myzozoa mit Squirmida, Dinoflagellaten und Apicomplexa. Mit dem Apicoplast-Genom der Corallicolida.

Die Gergarinen sind offenbar polyphyletisch und die Zugehörigkeit aller Gregarinen bzw. der einzelnen Kladen zu den Conoidasida inzwischen nicht mehr gegeben.
- Die Gattungen Digyalum, Filipodium und Platyproteum (bisher Selenidiidae) werden in einer Gruppe Squirmida der Myzozoa außerhalb der Apicomplexa gesehen, nicht aber die Typusgattung Selenidium selbst; siehe Danja Currie-Olsen & Brian S. Leander (2024).[4]
- Die Cryptogregarinen mit Cryptosporidium bilden möglicherweise eine eigenständige Klade. Sie und die restlichen Gregarinen werden (gemeinsam oder separat) in den Apicomplexa außerhalb der Conoidasida gesehen.[5][6]

Näheres dazu siehe auch Conoidasida §Phylogenie.